# 什塔馬隘口國家公園
41°31′14″N 19°53′53″E / 41.52056°N 19.89806°E

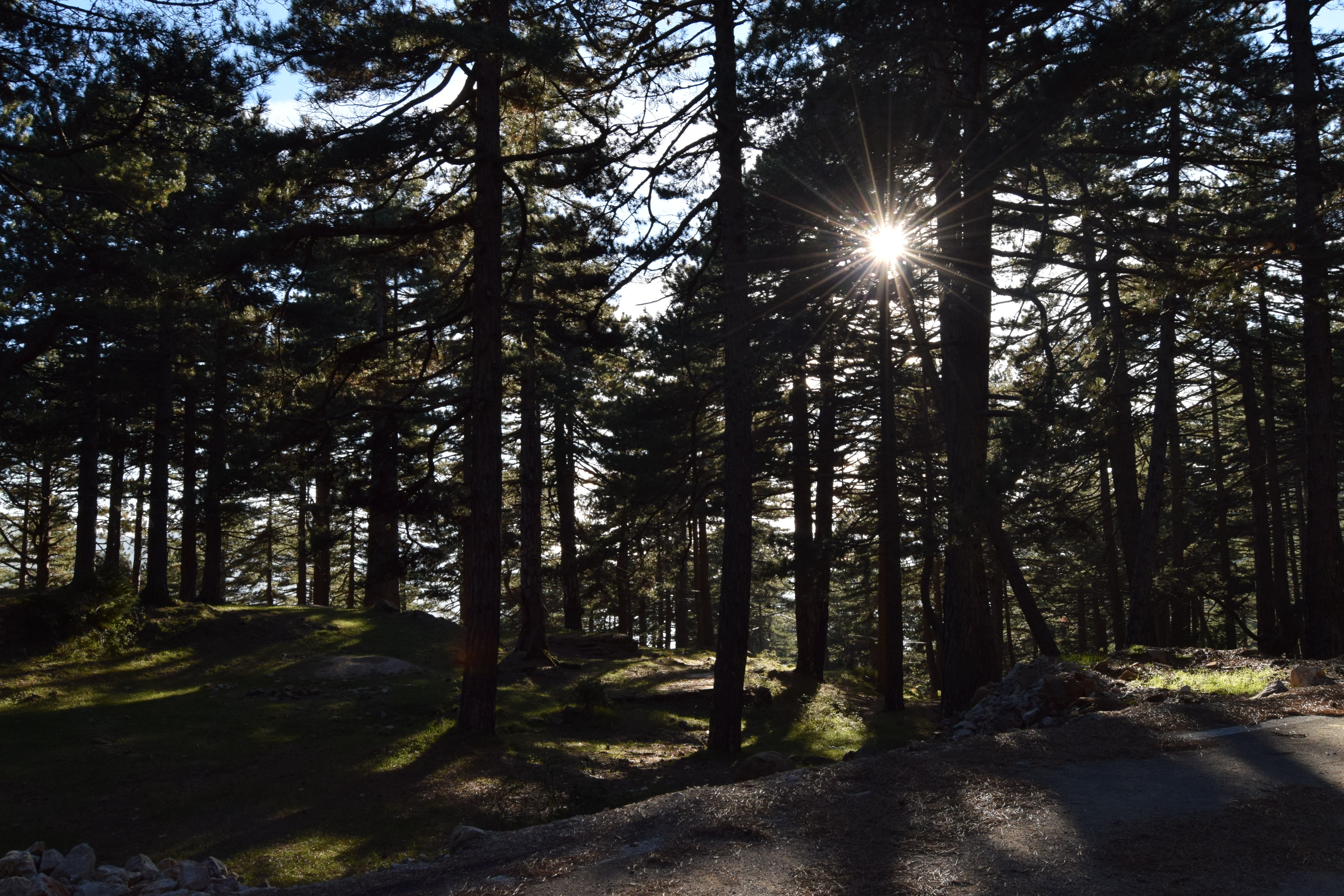

什塔馬隘口國家公園是阿爾巴尼亞的國家公園，位於該國中部，成立於1996年1月15日，處於克魯亞以東25公里，面積20平方公里，有棕熊、狼、赤狐等野生動物棲息。